# Fábio César
Fábio César (en árabe: فابيو سيزار مونتيزين‎; Londrina, Brasil; 24 de febrero de 1979) es un exfutbolista y entrenador de fútbol de Catar nacido en Brasil que jugaba en la posición de centrocampista.

## Carrera

### Club
| Periodo   | Club             | Apariciones | Goles |
| --------- | ---------------- | ----------- | ----- |
| 2000      | Santa Cruz FC    | 7           | 1     |
| 2001      | Viktoria Plzeň   | 3           | 1     |
| 2001      | Udinese Calcio   | 0           | 0     |
| 2001–2004 | SSC Napoli       | 77          | 7     |
| 2004–2005 | US Avellino 1912 | 9           | 1     |
| 2005–2006 | Al-Arabi Doha    | 31          | 7     |
| 2006–2010 | Umm-Salal SC     | 76          | 21    |
| 2010–2013 | Al-Rayyan SC     | 61          | 9     |
| 2013–2016 | Umm-Salal SC     | 21          | 0     |
| 2016      | Al-Rayyan SC     | 2           | 0     |

### Selección nacional
Jugó para Catar en 45 ocasiones de 2008 a 2013 y anotó 11 goles; participó en la Copa Asiática 2011.

## Logros
- Copa del Emir de Catar (3): 2008, 2010, 2011
- Copa del Jeque Jassem (2): 2009, 2012
- Copa de Catar (1): 2012

## Estadísticas

### Goles con selección nacional
| #   | Fecha                | Sede               | Rival           | Resultado | Torneo                                               |
| --- | -------------------- | ------------------ | --------------- | --------- | ---------------------------------------------------- |
| 1.  | 26-3-2008            | Doha, Catar        | Irak            | 2–0       | Clasificación para la Copa Mundial de Fútbol de 2010 |
| 2.  | 26-3-2008            | Doha, Catar        | Irak            | 2–0       | Clasificación para la Copa Mundial de Fútbol de 2010 |
| 3.  | 24-8-2008            | Doha, Catar        | Corea del Norte | 2–1       | Amistoso                                             |
| 4.  | 14-11-2008           | Doha, Catar        | Corea del Sur   | 1–1       | Amistoso                                             |
| 5.  | rowspan=2 13-11-2009 | Rouen, Francia     | Paraguay        | 2–0       | Amistoso                                             |
| 6.  |                      | Rouen, Francia     | Paraguay        | 2–0       |                                                      |
| 7.  | 3-3-2010             | Maribor, Eslovenia | Eslovenia       | 1–4       | Amistoso                                             |
| 8.  | 7-9-2010             | Doha, Catar        | Omán            | 1–1       | Amistoso                                             |
| 9.  | 22-12-2010           | Doha, Catar        | Estonia         | 2–0       | Amistoso                                             |
| 10. | 16-1-12011           | Doha, Catar        | Kuwait          | 3–0       | Copa Asiática 2011                                   |
| 11. | 21-1-2011            | Doha, Catar        | Japón           | 2-3       | Copa Asiática 2011                                   |